# Хріниця крупкова
Хріниця крупкова (Lepidium draba) — вид рослин з роду хріниця родини капустяні. Інші назви «турецька хріниця», «кардарія», «перцевик крупковий».

## Опис
Багаторічна трав'яниста рослина становить від 10 до 80 см, в середньому заввишки 50 см. Стебло запушене короткими м'якими волосками, пряме, одиночне або розгалужене, вгорі гіллясте. Листя овальне або довгасто-ланцетне, розташовано почергово, цільно-крайні або зубчасті. Нижнє листя черешкове, довгасте, краями виїмчасто-зубчасте, верхні сидячі, довгасто-ланцетні, охоплюють стебло. Листя віночка десь вдвічі довші за чашолистки, мають колір від жовто-зеленого до білуватого забарвлення.
Білі дрібні пахучі квіти зібрані в пухкі кисті утворюють щиткоподібні суцвіття на верхівці стебла. Плід у вигляді серцеподібно-овального стручка з двома гніздами та довгим стовпчиком у виїмці. Одна рослина має від 1200 до 4800 шт. насіння.
Трава містить алкалоїди, глікозид, відщеплюється при ферментативному гідролізі гірчичної олії, в складі якої є сірка. У насінні до 12—19 % жирної олії. У молодій весняній рослині можлива наявність синильної кислоти.

## Екологія
Рослина посухостійка. Зростає уздовж доріг, у лісосмугах, на полях і пасовищах, засмічує сади, городи і виноградники. Також зустрічається в передгір'ях і в пустелі, на полях біля доріг, ариків, в заплавах річок.
Розмножується насінням і кореневими пагонами від бічних коренів з підрядними бруньками. Квітне у травні-червні. Наділена потужною регенеративною здатністю.

## Використання
З лікувальною метою використовуються верхівки рослини з плодами і плоди. У народній медицині відвар плодів застосовується при гарячці, головному болю. Відвар верхівок стебел з плодами вживається для обмивань і компресів при лікуванні доброякісних пухлин. Товчене насіння разом з іншими лікарськими речовинами рекомендуються при загальній слабкості організму, неврастенії, неврозах. Внутрішнє застосування цієї хріниці як отруйної рослини вимагає обережності.

## Поширення
Батьківщиною є Балканський півострів, Україна, Росія, Молдова, Кавказ, Мала Азія, Іран, Близький Схід. З часом поширилася на південну, центральну та західну Європу, Північну та Південну Америку, Південну Азію, південну Африку, Австралію, Нову Зеландію.